# أدما
أدما هي قرية لبنانية من قرى قضاء كسروان في محافظة جبل لبنان.

## التسمية
أصل الاسم سامي مستمد من كلمة «أدم» والتي تعني الحمرة، منها سمي الدم لحمرته وأدم نسبة إلى التراب الأحمر. أما إذا كان الاصل سرياني، فتعود إلى الجذر «قدما» وتعني الشرق أدما.

## أعلام
- ناصيف إلياس
- فؤاد نفاع